# Lasiosphaeria
Lasiosphaeria Ces. & De Not. – rodzaj grzybów z rodziny Lasiosphaeriaceae.

## Systematyka i nazewnictwo
Pozycja w klasyfikacji według Index Fungorum: Lasiosphaeriaceae, Sordariales, Sordariomycetidae, Sordariomycetes, Pezizomycotina, Ascomycota, Fungi.
Synonimy nazwy naukowej:
- Hormosperma Penz. & Sacc. 1897
- Lasiella Quél. 1875
- Lasiosordariella Chenant. 1919

Spośród 65 gatunków przypisanych do rodzaju Lasiosphaeria w Polsce występują następujące:
- Lasiosphaeria calva (Tode) Sacc. 1883[4]
- Lasiosphaeria ovina (Pers.) Ces. & De Not. 1863[5]

Nazwy naukowe na podstawie Index Fungorum.

## Charakterystyka
Owocniki na powierzchni podłoża, prawie kuliste lub jajowate, o różnej barwie, szyjka czarna, naga. Zawartość owocnika o barwie żółtej, rzadko pomarańczowej do różowej. Worki unitunikatowe, o kształcie od cylindrycznego do cylindryczno-maczugowatego z refrakcyjnym pierścieniem wierzchołkowym, nieamyloidalne. Askospory cylindryczne, w kształcie litery S lub zakrzywione, hialinowe do żółtawych, czasem z wiekiem stają się jasnobrązowe, z wypustkami lub bez. Na jednym końcu czasami nabrzmiałe i brązowiejące.